# Раковка (приток Вишни)
Раковка (укр. Раківка) — река во Львовском и Яворовском районах Львовской области Украины. Правый приток реки Вишня (бассейн Вислы).
Длина реки 18 км, площадь бассейна 228 км². Пойма местами заболочена.
Истоки расположены среди пологих холмов восточной части Санско-Днестровской водораздельной равнины юго-западнее города Городок. Течёт преимущественно на северо-запад, в нижнем течении — на запад. Впадает в Вишню в пределах города Судовая Вишня.
Основной приток — Глинец (правый).